# Тамерлан (вірш)
«Тамерлан» (англ. Tamerlane) — поема Едгара Аллана По, написана, ймовірно, під час навчання письменника у Вірджинському університеті. Оприлюднена під псевдонімом «Бостонець», вийшла в червні 1827 року.
У передмові до поеми По каже, що «намагався викрити дурість самої спроби поєднувати кращі сердечні почуття та марнославство». Основна суперечність поеми — зіткнення в душі героя, великого азійського завойовника: спраги панування над світом і прагнення до простого людського кохання.
Початковий варіант «Тамерлана» налічує 406 рядків; 1829 року, під час видання другої збірки, Едгар По скоротив його майже наполовину, залишивши 243 рядки. Поема значно виграла від цих змін: По відкинув розлогі міркування про велич і пересічності великих людей; скоротив сцену прощання героя з Адою, де Тамерлан малювався сором'язливим юнаком, що не зважився розбудити сплячу кохану.